# Hősök tava
A Hősök tava egy halastó Törökbálint mellett. Nevét a hazánkért hősi halált halt katonák emlékére kapta. Könnyen megközelíthető az M1-es, valamint az M7-es autópálya lehajtójáról. Vízterülete: 22 ha.
Egy időben a mellette épülő lakópark nevének visszacsatolása révén Tóparki tó néven volt ismert, már azonban felelevenedett a Hősök tava megnevezés.
Környezetvédők egy csoportja folyamatosan ellenőrzi a szennyeződéseket, a tó állapotát. A jelentések szerint az építkezések után többé-kevésbé rendbe jött a tó, azonban fontos, hogy a környezetben lakók is magukénak érezve figyeljenek rá. A Hősök tava emlékhellyé alakítását civil szervezetek kezdeményezték, az önkormányzat, valamint a környezetvédelmi hatósággal való kapcsolatfelvétel folyamata történik.
A civil egyesület, amely mindig gondját viselte a tónak, számos esetben szembekerült a fejlesztőkkel, az általuk fizetett őrző-védőkkel.